# 襄國之戰
襄國之戰是中國東晉時期的一場戰爭，即指後趙青龍元年（350年），冉魏武悼天王冉閔率軍圍攻後趙都城襄國的戰役。

## 背景
青龍元年正月，石閔即冉閔建立冉魏，同年三月，在後趙末年戰亂中身處襄國的石虎之子新興王石祗於襄國繼承後趙帝位，胡人大多響應跟隨。自此以後，冉魏與後趙頻繁作戰。同年八月，冉魏取得兩國蒼亭之戰的勝利。

## 經過
永寧元年十一月（350年），冉閔以其子太原王冉胤為大單于、驃騎大將軍，並為之配胡人軍隊一千為親兵，自冉魏都城鄴城發兵十餘萬北上進攻襄國，軍隊出征前，冉魏光祿大夫韋謏曾經勸阻冉閔發兵，言不可戰，但已下定決心進攻襄國，進而徹底推翻後趙的冉閔不以為然，並不聽信，反而以此極為不滿，於是冉閔下令誅殺韋謏極其子孫，並於當日統兵出發。
同年十一月，冉閔所統領的冉魏十萬大軍逼近襄國地區，並與駐守當地的後趙軍隊發生多次激戰，期間，冉閔一路築丘砌城，挖掘地道的方式逐步向襄國推進，但由於襄國城池很堅固，守備較為嚴密，一時還難以拿下，冉閔改變戰略，將速戰速決改為長期圍困，在襄國城下修葺營地，命令軍士墾作，以自給自足，就這樣冉魏十萬大軍便對襄國進行了長期的圍困，其時間長達一百多天。後趙永寧二年（351年）二月，此時身處襄國城內的後趙皇帝石祗由於冉閔的長期圍困很是恐慌，雖然襄國城一時之間還難以被攻破，但冉閔的長期圍困已然使石祗覺得朝不保夕了，在這種情況下，石祗無法，只好自除帝號，降稱趙王，向冉閔示弱，以求對方放其一馬，解除圍困，但冉閔並沒有因此放棄攻占襄國的計劃，繼續對襄國進行圍困。石祗自覺不是辦法，並同時派遣使者向前燕及聚居於清河的羌人姚弋仲部求援，姚弋仲部派出其子姚襄率領羌族騎兵三萬八千人，前燕慕容俊派出燕國禦難將軍悅綰率領三萬人自龍城出發前往救援。
同年三月，後趙汝陰王、丞相石琨也從冀州率兵七萬人與姚襄會合，三方兵力加起來就有十餘萬人，且多是精兵，實力不可小覷，冉閔聽聞信息，分別派出車騎胡睦前往下場長蘆抵禦姚襄所率領的羌族騎兵三萬八千人，派出將軍孫威前往黃丘抵禦石琨所部七萬人，但兩處作戰均不利，分別為姚襄、石琨所敗，所部兵力均被全殲，車騎胡睦、將軍孫威兩人隻身逃回冉閔大營。旋即，姚襄、石琨、悅綰三方軍隊逼近襄國，冉閔欲親自率所部十餘萬人傾巢而出，與姚襄、石琨、悅綰三方軍隊決一死戰，而此時，冉閔帳下的衛將軍王泰則向冉閔提出：“窮寇固迷，希望外援。今強救雲集，欲吾出戰，腹背擊我。宜固壘勿出，觀勢而動，以挫其謀。今陛下親戎，如失萬全，大事去矣。請慎無出，臣請率諸將為陛下滅之”，意即此時不可傾巢與之戰，如果與那三方軍隊立刻交戰的話，一旦陷入膠著狀態，石祗恐怕會出兵自後方襲擊我軍，我軍腹背受敵，難以取勝，眼下之計，不如加築防禦攻勢，靜觀時變，避其銳氣，亂其計劃，而且此事亦不需陛下御駕親征，如果謀劃不周，傷及陛下，到時我軍群龍無首，就萬事休矣，因此，末將請求陛下不要貿然領兵出戰，就由營下諸將替陛下消滅敵軍吧！冉閔認為正確，接受了他的建議，但隨軍道士法饒的一句話卻讓王泰的建議付諸東流，法饒說：“太白經昴，當殺胡王，一戰百克，不可失也”，說是天意所指，冉魏此戰必勝，冉閔一時血衝上腦，下定決意領兵出戰，並說：“吾戰決矣，敢諫者斬！”於是率領所部十餘萬人傾巢而出。戰事果然如王泰所言，冉閔與姚襄、石琨、悅綰三方軍隊交戰之時，石祗也率領出襄國，在後方襲擊冉閔，冉魏大敗。戰中，於戰前投降冉閔的胡人栗特康等人反叛，投降石祗，並生擒冉閔之子冉魏太原王、大單于、驃騎大將軍冉胤和左僕射劉琦給石祗，石祗將二人殺死。同時，冉魏的司空石璞、尚書令徐機、車騎胡睦、侍中李琳、中書監盧諶、少府王郁、尚書劉欽、劉休等文武臣工和全部軍隊十餘萬人，都被亂軍殺死。冉閔率領十餘騎士兵躲回襄國行營，並於夜裡趁暗逃回鄴城。
石祗乘勝追擊，派將軍劉顯率領七萬官兵，駐紮在距離鄴城二十三里的明光宮。冉閔聽到消息後非常焦急，待頭腦冷靜時，立即派人請大將王泰來宮裡商量對策。王泰對上次出兵冉閔不聽他的苦口良言而耿耿於懷，於是便以傷口未癒為藉口拒不應召，冉閔對此雖然很生氣，但國難當頭，只好親自到王泰家請教迎戰策略。當冉閔走到王泰身邊時，王泰一動不動地躺在床上，反復強調自己身體不佳。冉閔討了個沒趣，回到宮裡氣得渾身發抖，他吼道：“巴奴王泰，難道離了你我就不能打勝仗了嗎！走著瞧吧，等我消滅了劉顯再讓你見閻王。”果然，冉閔打敗了劉顯以後就以叛逃罪殺了王泰。劉顯被打敗後，秘密派人告訴冉閔，願意殺掉石祗立功贖罪，待冉閔回到鄴城後，劉顯殺掉了後趙王石祗和丞相樂安王石炳、太宰趙庶等十多人，將石祗首級傳到鄴城。冉閔在鄴城大道上焚燒了石祗的首級，授予劉顯上大將軍、大單于、冀州牧。同年七月，劉顯再次率兵攻打鄴城，被冉閔擊敗。劉顯返回襄國稱帝。
352年2月，劉顯帶兵攻打常山。冉閔本來就對劉顯反复無常和稱帝恨之入骨，劉顯又來挑釁，豈能容忍。冉閔讓大將軍蔣干輔助太子冉智留守鄴城，親自率八千騎兵營救常山。剛一交戰，冉閔就把劉顯打垮，追奔至襄國。劉顯的大將軍曹伏駒開門迎納，冉閔乘勝攻克了襄國，並把劉顯和他分封的文武官員一百多人全部殺掉，將襄國的百姓全部遷到鄴城。臨走時，更一把火將襄國燒成灰燼。

## 結果
後趙雖然滅亡，但是閔魏在此役失去了軍中精銳及文武臣工（如王泰、石璞等），在前燕滅冉魏之戰中再無法抵禦前燕軍隊，冉魏亦很快敗亡。